# 6417 Liberati
6417 Liberati è un asteroide della fascia principale. Scoperto nel 1993, presenta un'orbita caratterizzata da un semiasse maggiore pari a 2,5869205 UA e da un'eccentricità di 0,1854121, inclinata di 3,95132° rispetto all'eclittica.
Il suo nome è stato dedicato al ternano Libero Liberati, campione del mondo di motociclismo.